# SN 2001eo
SN 2001eo – supernowa typu Ia odkryta 1 października 2001 roku w galaktyce UGC 3963. W momencie odkrycia miała maksymalną jasność 17,50m.